# Maximilian Rech
Maximilian Rech (* 1886; † nach 1950) war ein deutscher Landrat der Landkreise Ottweiler und St. Wendel.

## Leben
Nach Ende seiner schulischen und universitären Ausbildung promovierte er 1907 in Heidelberg mit seiner Dissertationsschrift Der Begriff der Einrede im bürgerlichen Recht und im Zivilprozess. Im Zeitraum von 1920 bis 1945 war er Landrat des Landkreises Ottweiler und von 1942 bis 1945 auch stellvertretender Landrat des Landkreises St. Wendel.

## Mitgliedschaften
- Mitglied in der „Arbeitsgemeinschaft für Heimatpflege“ im Kreis Ottweiler
- Mitglied im „Verein für Naturschutz und Heimatpflege“ im Kreis Ottweiler
- Seit 1950 Mitglied des „Historischen Vereins für die Saargegend“
- Gemeinsam mit Karl Schwingel Initiator der „Arbeitsgemeinschaft für Landeskunde“[1][3]

## Ehrungen
- Benennung der Dr.-Maximilian-Rech-Straße im St. Wendeler Ortsteil Remmesweiler[4]

## Publikation
- Der Begriff der Einrede im bürgerlichen Recht und im Zivilprozess, Hochschulschrift, doctoral Badische Ruprecht-Karls-Universität, Heidelberg, 1907. OCLC 44842324